# Luise Albertz
Pour les articles homonymes, voir Albertz.
Luise Albertz (Duisbourg, 22 juin 1901 - Oberhausen 1er février 1979) est une politique allemande et membre du Bundestag (SPD) jusqu'en 1969.